# Mănăstirea Oșani
Mănăstirea „Sfântul Arhanghel Mihail“ Oșani  (în greacă : Ιερά Μονή Αρχαγγέλου Μιχαήλ ) este o mănăstire din Grecia, parte a Patriarhiei Ecumenice de la Voden, Pella și Meglen .    Mănăstirea este dedicată miracolului Sfântului Arhanghel Mihail din Honni (του εν Χώναις θαύματος). 

## Geografie
Mănăstirea se află puțin deasupra satului Oșani (Archangelos) pe culmile nordice ale muntelui Paic în regiunea Meglen. Este înconjurată de o pădure de castani, nuci, mere, cireșe, cu iazuri și cascade mici. Remarcabil este micul pod peste pârâul din apropierea mănăstirii. 

## Istorie

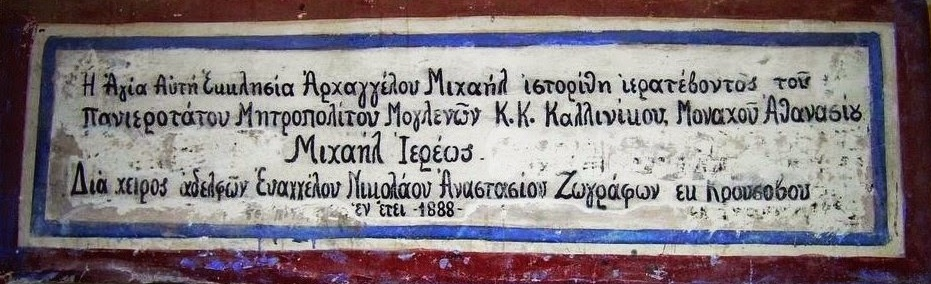
Inscripția ctitorilor cu numele mitropolitului Calinic de Meglen și Atanas Zograf

Mănăstirea a fost construită în secolul al XI-lea pe locul unui vechi sanctuar păgân dedicat zeiței Artemis.  Acesta poartă numele Sf. Ioan Botezătorul și se află sub jurisdicția directă a Marii Lavra din Muntele Athos . În jurul anului 1790, pomaci și meglenoromâni din satul vecin Nânta au ars-o. A fost restaurată în 1843 și dedicată Arhanghelului Mihail. În 1888, pictorii de icoane din Crușova, Anastas Zograf și fiii săi, Vanghel și Nikola, au pictat icoanele.   
Situată în regiunea Meglen, mănăstirea a devenit centrul propagandei românești din regiune. De aceea, în 1905 antarții greci au atacat mănăstirea și l-au ucis pe stareț.  Staretul mănăstirii a devenit ofițerul grec Mikhail Anagnostakos sub numele de Tatăl Hristos.  iar apoi mănăstirea a devenit centrul propagandei armate grecești . Mănăstirea a fost folosită ca baza de Georgios Kakoulidis (Michalis Dragas), Nikolaos Vlachos si Emanouil Skoundris .   Conform surselor grecești în anul 1903 mănăstirea a fost ars de către meglenoromânii musulmani din Nânta . 
Între anii 1940-1989 mănăstirea a fost pustie. În 1989, Biserica Mitropolitană Voden a refăcut-o. 
Biserica a fost declarată monument istoric la 30 iunie 1986. 

## Descriere

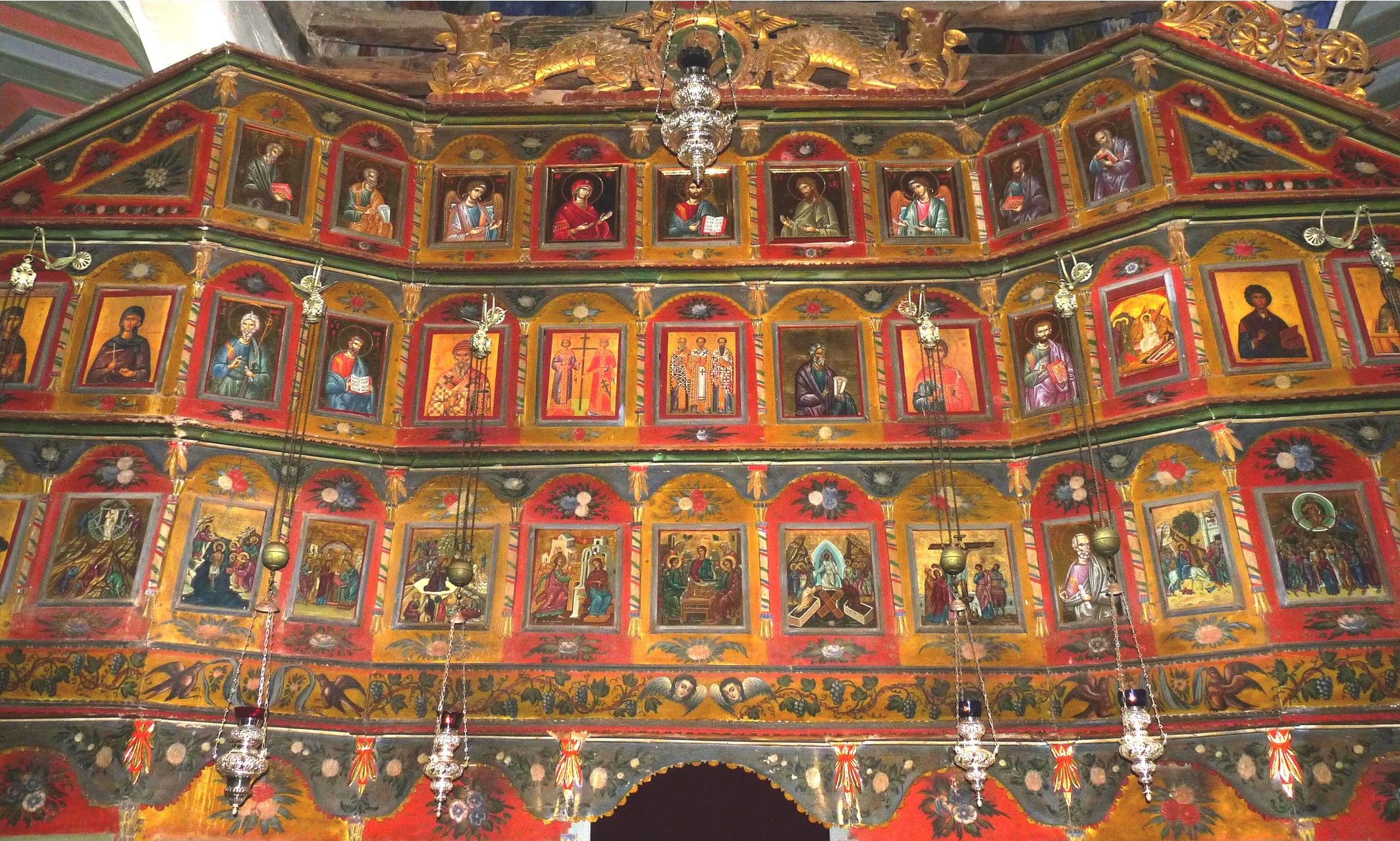
Partea superioară a iconostasului

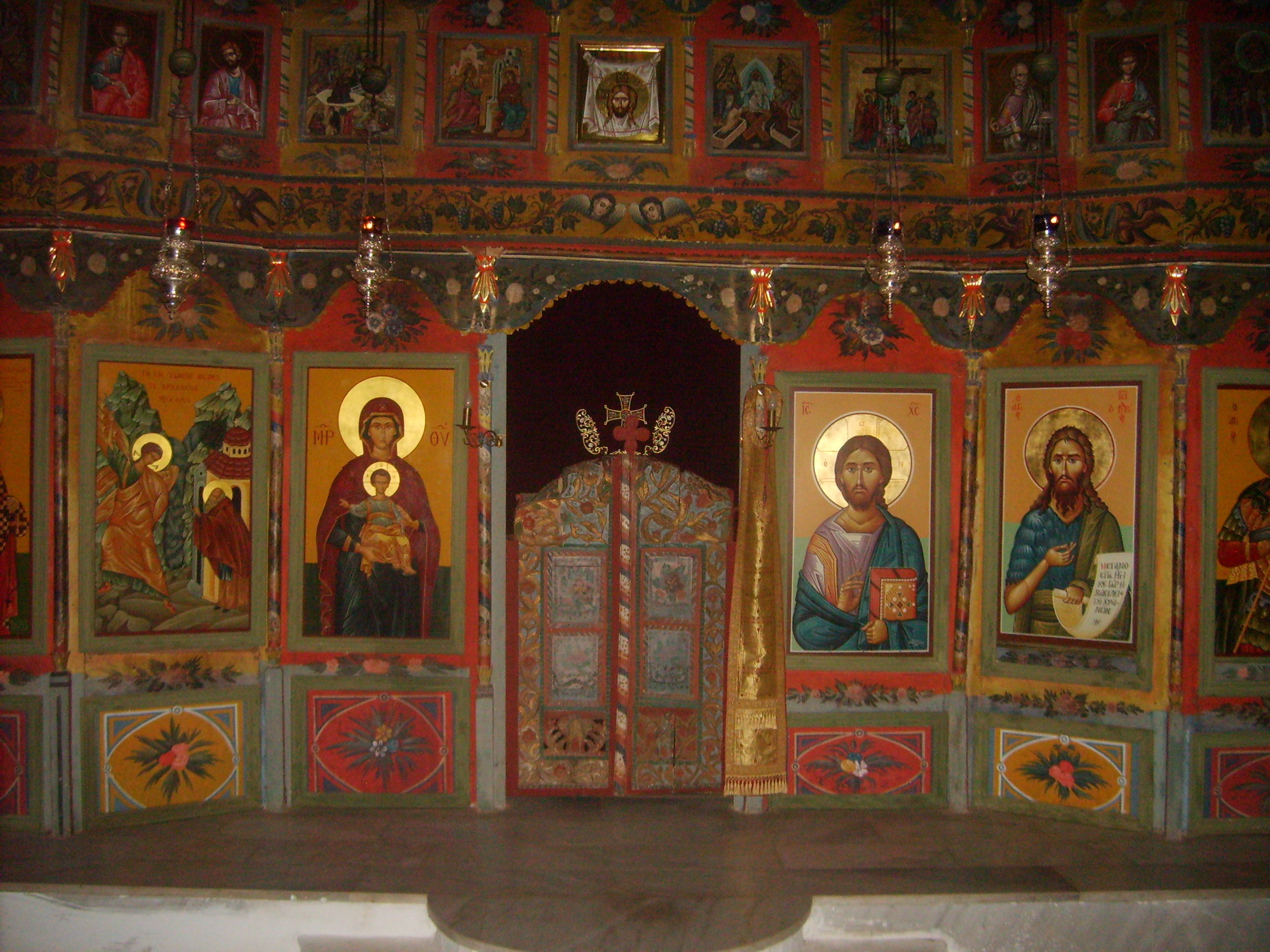
Partea inferioară a iconostasului

Din punct de vedere arhitectural, mănăstirea din 1843 este o bazilică cu trei nave cu luminator, un pronaos, o biserică de maici și un tremor de trei fețe. În interior, cele trei nave sunt împărțite în două rânduri de șase coloane, intercalate cu cadre din lemn, noroi, lut și paie. Nava centrală este arcuită, iar laturile sale au plafoane de lemn egale, înlocuite în 1996. În afara colțului nord-vest există un relief din piatră care prezintă capul unui berbec, în colțul nord-estic sunt urme de relief distrus, pe partea de vest există o cruce de relief, iar pe pasărea estică, probabil o vultur.  Există câteva fresce păstrate din 1858 și din 1896 în tremură. 
În interior este un iconostas sculptat din lemn impresionant datând din 1860. Iconostasul este prezentat în patru zone consecutive. Prima zonă este aceea de douăsprezece icoane regale - Sfântul Gheorghe de Meglen, Sfântul Cosmas din Aitolian, Arhanghelul Mihail, Sfântul Ilarion de Meglen, Miracolul Arhanghelului Mihail din Honni, Fecioara Maria, Cristos, Sf. Dimitrie, Arhanghelul Mihail, care este lucrarea pictorilor de icon-Sf. Cappadocia și Sf. Gheorghe cel Nou din Iasin. Există patruzeci și șase icoane mai mici în cele două zone medii ale iconostasului și nouă în ultima zonă.  Cea mai veche icoană este din 1762. 
 

Picturile de perete ale pictorilor din Crușova din 1888 sunt impresionante, pe când cele de pe peretele sudic sunt unice. Cele două scene cele mai remarcabile sunt inspirate de Vechiul Testament. Prima este distrugerea Ierusalimului și masacrul evreilor. O pictură cu Abimelec, dormind sub un copac, și un coș plin de smochine atârnă deasupra lui. Aceeași scenă este descrisă în Sf. Parascheva din Birislav. A doua scenă descrie pedeapsa profetului Isaia din partea regelui Zedekia. Profetul este descris cu capul în jos, confiscat de doi călăi. Scena se găsește în multe biserici de la mijlocul secolului al XIX-lea. Pe peretele de nord al navei sunt ilustrate scene din viața lui Hristos, pasiuni și mulți sfinți, în special în a treia zonă inferioară a celor patru. Pe peretele vestic se află martiriul Sfântului Rău. Scena enormă a Adormirii Maicii Domnului și a Acatistului impresionează interiorul.  

Стенописи
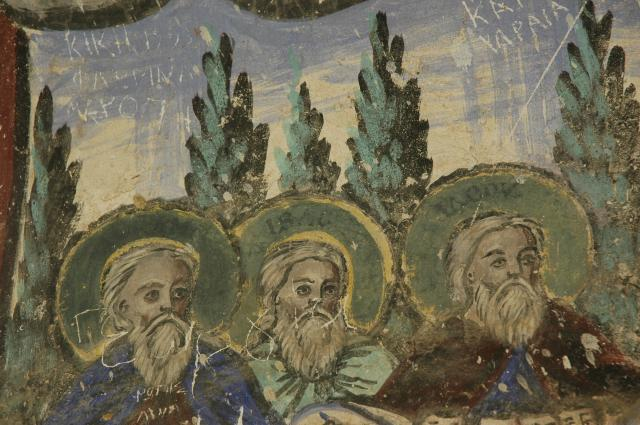
Fresca din biserică
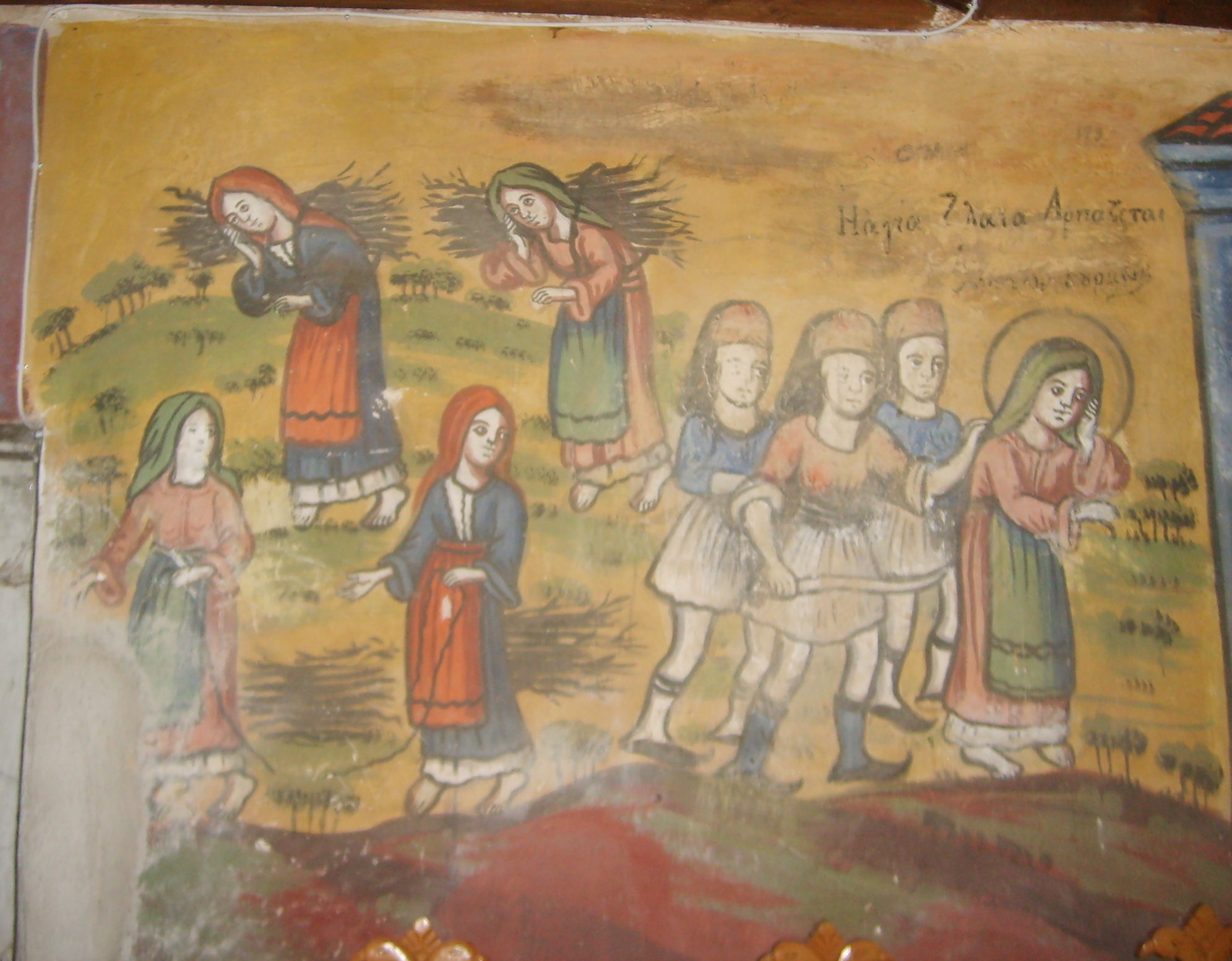
Sfânta Zlata din Meglen
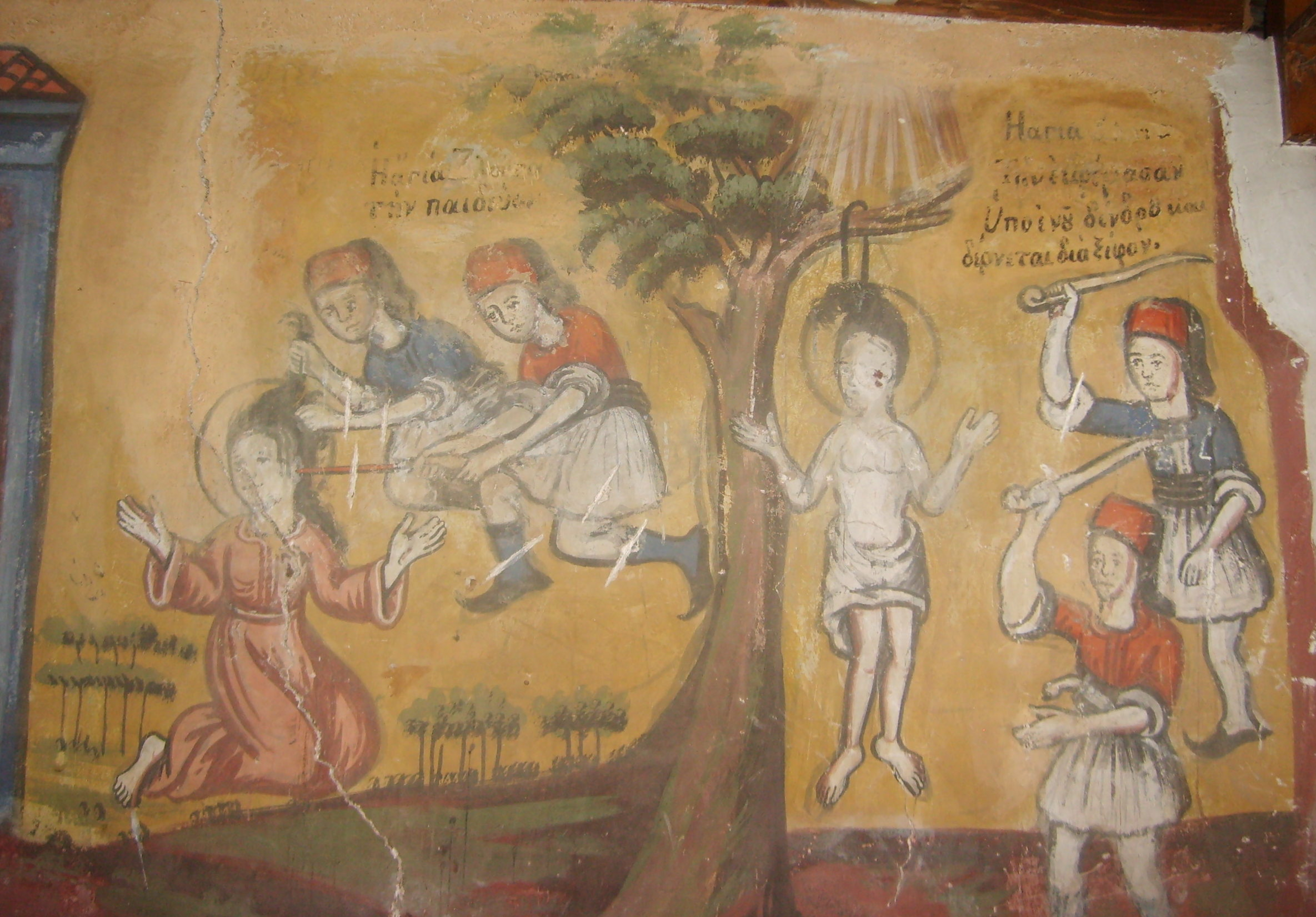
Sfânta Zlata din Meglen